# Jack Froggatt
Jack Froggatt (Sheffield, 17 novembre 1922 – Worthing, 17 febbraio 1993) è stato un calciatore inglese, di ruolo attaccante.

## Biografia
Proveniva da una famiglia che annoverava altri due calciatori professionisti al suo interno: suo zio Frank e suo cugino Redfern, che militarono entrambi nello Sheffield Weds.

## Carriera

### Club
Iniziò la sua carriera calcistica nel 1945, mentre era ancora arruolato nella RAF, firmando per il Portsmouth. In un primo momento venne impiegato come difensore centrale, ma in seguito convinse l'allenatore Jack Tinn a farlo giocare in attacco come esterno sinistro. Nella sua partita d'esordio, avvenuta nel campionato di guerra contro i rivali del Southampton, realizzò un gol nel secondo tempo. Durante la sua militanza nel Portsmouth formò un formidabile trio d'attacco con Jimmy Scoular e Jimmy Dickinson, che contribuì alle due vittorie consecutive del club in First Division nelle stagioni 1948-1949 e 1949-1950.
Nel marzo 1954 si trasferì al Leicester City, con cui disputò 143 partite e segnò 18 reti.
Nel settembre 1957 passò al Kettering Town, che lo acquistò per 6000 sterline. Il suo esordio con questo club avvenne nel novembre 1957 nella partita vinta per 3-1 contro il Barry Town, mentre mise a segno la sua prima rete due settimane più tardi contro il Cheltenham Town nella vittoria casalinga per 2-1.
Nel corso della sua militanza con il Kettering Town realizzò 3 triplette: la prima nell'ottobre 1958 nella partita vinta per 6-4 contro lo Spalding United nel primo turno di qualificazione della FA Cup 1958-1959, la seconda nell'aprile 1959 nella partita vinta per 4-3 contro il Kidderminster in Southern League North West Division e la terza il 15 aprile 1961 nella partita vinta per 6-1 contro il Gloucester City in Southern League Division One. Tra il 1958 e il 1961 ricoprì anche il ruolo di allenatore del club.
Disputò la sua ultima gara di campionato il 23 marzo 1963 nella sconfitta per 1-3 contro il Chelmsford City, per poi dare l'addio al calcio giocato il 6 maggio dello stesso anno in un incontro di beneficenza tra il Kettering Town ed il Portsmouth (con quest'ultimo che si portò avanti per 4-0 dopo soli 35 minuti, a cui controbatterono parzialmente le reti di Randall, Armour e Froggatt).

### Nazionale
Debuttò con la maglia della nazionale inglese il 6 novembre 1949 nella partita del Torneo Interbritannico 1950 (valida per le qualificazioni al campionato mondiale di calcio 1950) vinta per 9-2 contro la Nazionale nordirlandese e disputata a Maine Road, in cui realizzò anche un gol.

## Post carriera
Dopo il suo ritiro ritornò a Portsmouth, dove lavorò come gestore di pub. Nell'arco di 22 anni ha gestito il Manor House a Cosham, il Milton Arms nei pressi di Fratton Park ed un hotel a Partridge Green, nel West Sussex.

## Palmarès

### Giocatore

#### Competizioni nazionali
- Campionato inglese: 2

Portsmouth: 1948-1949, 1949-1950
- Charity Shield: 1

Portsmouth: 1949
- Campionato inglese di seconda divisione: 1

Leicester City: 1956-1957